# دوغان‌آلانی (کوزان)
دوغان‌آلانی (به ترکی استانبولی: Doğanalanı) یک منطقهٔ مسکونی در ترکیه است که در قوزان (ترکیه) واقع شده‌است.